# Отрадненское сельское поселение (Тихорецкий район)
Отрадненское сельское поселение — муниципальное образование в Тихорецком районе Краснодарского края России.
В рамках административно-территориального устройства Краснодарского края ему соответствует Отрадненский сельский округ.
Административный центр и единственный населённый пункт — станица Отрадная.

## География
Территория сельского поселения расположена в южной части района, общая площадь составляет 8,3 тыс. га.

## Население
| 2010  | 2012  | 2013  | 2014  | 2015  | 2016  | 2017  |
| ----- | ----- | ----- | ----- | ----- | ----- | ----- |
| 1793  | ↗1803 | ↘1778 | ↗1782 | ↘1777 | ↘1759 | ↘1751 |
| 2018  | 2019  | 2020  | 2021  | 2023  |       |       |
| ↘1746 | ↘1732 | ↘1705 | ↘1596 | ↘1592 |       |       |